# Liceas

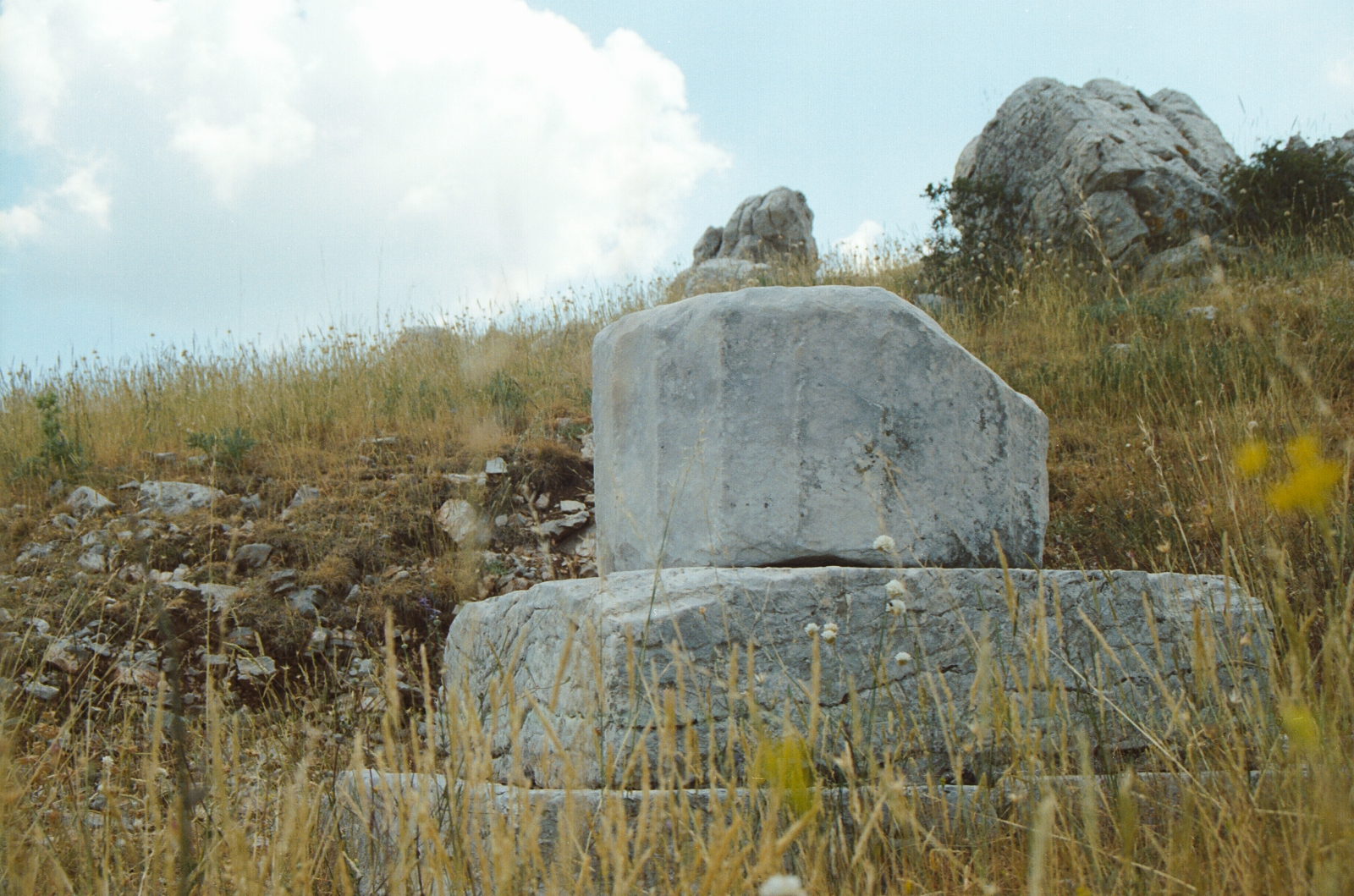
Altar de Zeus en el monte Liceo

En la Antigua Grecia, las Liceas (en griego antiguo λυκαια, Lykaia) eran unas fiestas arcaicas con un ritual secreto en la falda del monte Liceo, el pico más alto de Arcadia. Los rituales y mitos de este primitivo rito de paso giraban en torno a una antigua amenaza de canibalismo y la posibilidad de una transformación en hombre lobo de los efebos que participaban. La fiesta se celebraba anualmente, probablemente a comienzos de mayo.
El epíteto Liceo (Lykaios, ‘lobuno’) es asumido por Zeus sólo en relación con las Liceas, que eran las principales fiestas arcadias. Zeus tenía sólo una relación formal como patrón del ritual. En el mito fundacional del banquete de Licaón para los dioses que incluyó la carne de un sacrificio humano, quizá de uno de sus hijos, Níctimo, o de su nieto, Arcas. Zeus derribó la mesa y golpeó la casa de Licaón con un rayo.
El ritual era nocturno, a juzgar por el nombre de Níctimo (nyx, ‘noche’). Los rumores sobre la ceremonia que circulaban entre los griegos giraban en torno al tema del sacrificio humano y el canibalismo: según Platón, cierto clan se reuniría en la montaña para realizar un sacrificio cada nueve años a Zeus Liceo, y mezclarían un único trozo de entrañas humanas con las del animal. Se decía que quien comía la carne humana se transformaba en un lobo, y sólo podía recuperar su forma original si no volvía a comer carne humana hasta que hubiese terminado el siguiente ciclo de nueve años. Pausanias habló de un rumor, que consideraba falso, sobre un campeón olímpico del pugilato, Damarco de Parrasia, de quien se decía que se había «transformado en un lobo en el sacrificio a Zeus Liceo, y después de diez años había vuelto a ser hombre». Burkert señala que, para que Damarco hubiera participado con éxito al menos diez años después, los participantes en el ritual debieron haber sido efebos.
Un santuario de Pan también estaba situado en la montaña. Según la tradición, Evandro, hijo de Hermes, guio una colonia desde Palantio en Arcadia hasta Italia, donde construyó la ciudad homónima en el monte Palatino e introdujo el culto a Pan Liceo y las fiestas de las Liceas, que más tarde se convertirían en las importantes fiestas romanas de las Lupercales.
Porfirio contaba que Teofrasto había comparado el sacrificio «en las Liceas de Arcadia» con los sacrificios cartagineses a Moloch.
En la cima del monte Liceo Pausanias vio el altar a Zeus formado por una pila de cenizas, donde se hacían los sacrificios, en secreto.
Cerca del antiguo montón de cenizas donde los sacrificios tenían lugar había un recinto prohibido donde, supuestamente, ninguna sombra era jamás proyectada. Estaba la cueva de Rea, la Kretaia, donde según la leyenda local nació Zeus y fue cuidado por las ninfas. Había juegos relacionados con la conclusión de las Liceas, que se trasladaron en el siglo IV a. C. a la ciudad de Megalópolis. Allí hubo un importante templo dedicado a Zeus Liceo, si bien los arcadios siguieron realizando sacrificios en la cima del monte Liceo hasta la época de Pausanias (siglo II).
Apolo también tuvo una forma lobuna arcaica, Apolo Licio, adorada en Atenas en el Lykeion o Liceo, que terminaría siendo famoso como el lugar donde Aristóteles paseaba y enseñaba.